# Green Ore
Green Ore – przysiółek w Anglii, w Somerset. Leży 23,8 km od miasta Somerton, 42,8 km od miasta Taunton i 178,4 km od Londynu. W 1881 roku civil parish liczyła 7 mieszkańców.